# بخش ارمند
بخش ارمند، یکی از بخش‌های شهرستان خانمیرزا در استان چهارمحال و بختیاری است. مرکز این بخش، روستای ارمند است.

## تقسیمات کشوری
- بخش ارمند 
  - دهستان ارمند
  - دهستان سپیدار

## مردم
مردم این بخش لر بختیاری هستند و با زبان لری بختیاری سخن می گویند.

## جمعیت
بر پایه سرشماری عمومی نفوس و مسکن در سال ۱۳۹۵، جمعیت بخش ارمند برابر با ۱۷٬۳۶۸ نفر بوده‌است.